# Японская концессия в Ханчжоу
Японская концессия Ханчжоу — одна из пяти японских концессий в Китае в наше время (остальные четыре расположены в Тяньцзине, Ханькоу, Чунцине и Сучжоу), а также единственная концессия в Ханчжоу.

## История
После китайско-японской войны 1894—1894 годов Симоносекский договор предусматривал, что Ханчжоу будет открыт как торговый порт. В ноябре 1895 года генеральный консул Японии в Шанхае Цуки Цуда приехал в Ханчжоу и хотел открыть концессию у Западного озера рядом с воротами Юнджин. Однако китайское правительство отказало ему в открытии концессии. Восточный берег канала обозначен как общественная резиденция для иностранцев, подобно северному берегу реки Нинбо, и Китай сохраняет за собой административные права. Ляо Шуфэн, губернатор провинции Чжэцзян, немедленно начал открывать дороги и строить таможню в этом районе. 27 сентября 1896 года, после ожесточенного спора, Китай и Япония наконец подписали «Оригинальную японскую концессионную хартию Ханчжоу Седел Гейт», в которой очерчивалось Иностранное поселение площадью 1809 акров, которое должно было управляться китайским правительством. Из них около 900 акров в северной половине занимает японский жилой район. 13 мая 1897 года Ван Цзугуан из Ханцзяху Даотай и Одагири Мандзюносукэ, японский консул в Ханчжоу повторно подписали «Хартию обновления японской концессии Ханчжоу», предусматривавшую что район поселения будет преобразован в японскую концессию, а строительство дорог и другие расходы китайского правительства будут возмещены японцами в будущем.
В феврале 1943 года правительство Ван Цзинвэя взяло на себя управление японской концессией в Ханчжоу.

## Муниципалитет

### Транспорт
От моста Гунчэнь до ворот Гэншань в Ханчжоу проходит железная дорога Цзяншу.

## Экономика

### Торговля
Японская концессия в Ханчжоу никогда не процветала, потому что она находилась далеко от города Ханчжоу. Большую часть территории всегда занимали сельскохозяйственные угодья и могилы.

### Промышленность
Некоторые японцы посещали общественные торговые центры к югу от концессии и открыли большое количество публичных домов, число которых в 1929 году достигло 233.
Бывшая японская концессия в Ханчжоу теперь является Чжэцзянской конопляной текстильной фабрикой, не оставляющей после себя никаких следов. В общественном торговом центре на юге до сих пор сохранились здание таможни, а также дороги и уличные деревья, открытые тогда.